# Constantin von Waldburg-Zeil (politico)
Constantin von Waldburg-Zeil (Isny im Allgäu, 1º aprile 1839 – Merano, 25 marzo 1905) è stato un nobile e politico tedesco.

## Biografia
Constantin era il figlio secondogenito del principe Constantin von Waldburg-Zeil (1807 - 1862) e di sua moglie, la contessa Maximiliane von Quadt-Isny (1813 - 1874). Suo fratello maggiore era il principe Wilhelm von Waldburg-Zeil. Suo fratello minore Karl von Waldburg-Zeil fu un noto esploratore.
Frequentò l'Università di Monaco dal 1857 al 1859 e poi intraprese un lungo viaggio d'istruzione che lo portò a fare tappa a Parigi, a Vienna ed a Roma. Dal 1859 al 1862 prestò servizio come tenente di cavalleria nell'esercito del Württemberg e nel 1862 fu assegnato al Ministero degli Affari Esteri come consigliere per gli affari militari, ma ben presto decise di ritirarsi a vita privata. Dal 1874 al 1887 fu membro del Reichstag per il collegio elettorale n.17 del Württemberg 17 (Ravensburg, Tettnang, Saulgau e Riedlingen). A differenza del padre e del fratello minore, fu un esponente tra i più noti della sua epoca del partito cattolico tedesco, preoccupandosi di difendere gli interessi della chiesa cattolica nell'impero (a maggioranza protestante) come pure gli interessi dei proprietari terrieri ed aristocratici.
Il 30 settembre 1863, ad Achleiten, in Bassa Austria, sposò la baronessa Ludwina von Hruby und Gelenj (1837 - 1901), figlia del barone Joseph von Hruby und Gelenj e di sua moglie, Caroline von Winzingerode. Il matrimonio rimase senza figli.
Visse i suoi ultimi anni a Merano dove morì nel 1905.

## Ascendenza
|                                                                |                             |                                                                                                  | Genitori                                           |  |  | Nonni |  |  | Bisnonni                                                             |  |  | Trisnonni                                |  |
|                                                                |                             |                                                                                                  |                                                    |  |  |       |  |  | Maximilian von Waldburg-Zeil-Trauchburg, I principe di Waldburg-Zeil |  |  | Franz Anton von Waldburg-Zeil-Trauchburg |  |
|                                                                |                             |                                                                                                  |                                                    |  |  |       |  |  | Maximilian von Waldburg-Zeil-Trauchburg, I principe di Waldburg-Zeil |  |  | Franz Anton von Waldburg-Zeil-Trauchburg |  |
|                                                                |                             | Maria Anna zu Waldburg                                                                           |                                                    |  |  |       |  |  | Maximilian von Waldburg-Zeil-Trauchburg, I principe di Waldburg-Zeil |  |  |                                          |  |
| Franz Thaddäus von Waldburg-Zeil, II principe di Waldburg-Zeil |                             |                                                                                                  |                                                    |  |  |       |  |  | Maximilian von Waldburg-Zeil-Trauchburg, I principe di Waldburg-Zeil |  |  |                                          |  |
|                                                                |                             | Maria von Hornstein zu Weiterdingen                                                              | Leopold Thaddäus von Hornstein zu Weiterdingen     |  |  |       |  |  |                                                                      |  |  |                                          |  |
|                                                                |                             | Maria von Hornstein zu Weiterdingen                                                              | Leopold Thaddäus von Hornstein zu Weiterdingen     |  |  |       |  |  |                                                                      |  |  |                                          |  |
|                                                                |                             | Maria von Hornstein zu Weiterdingen                                                              | Maria Anna von Welsperg zu Raitenau und Primör     |  |  |       |  |  |                                                                      |  |  |                                          |  |
| Constantin von Waldburg-Zeil, III principe di Waldburg-Zeil    |                             | Maria von Hornstein zu Weiterdingen                                                              |                                                    |  |  |       |  |  |                                                                      |  |  |                                          |  |
|                                                                |                             | Dominik Constantin zu Löwenstein-Wertheim-Rochefort, I principe di Löwenstein-Wertheim-Rosenberg | Theodor Alexander zu Löwenstein-Wertheim-Rochefort |  |  |       |  |  |                                                                      |  |  |                                          |  |
|                                                                |                             | Dominik Constantin zu Löwenstein-Wertheim-Rochefort, I principe di Löwenstein-Wertheim-Rosenberg | Theodor Alexander zu Löwenstein-Wertheim-Rochefort |  |  |       |  |  |                                                                      |  |  |                                          |  |
|                                                                |                             | Dominik Constantin zu Löwenstein-Wertheim-Rochefort, I principe di Löwenstein-Wertheim-Rosenberg | Luise von Leiningen-Dachsburg-Hartenburg           |  |  |       |  |  |                                                                      |  |  |                                          |  |
| Christiane Polyxene zu Löwenstein-Wertheim-Rosenberg           |                             | Dominik Constantin zu Löwenstein-Wertheim-Rochefort, I principe di Löwenstein-Wertheim-Rosenberg |                                                    |  |  |       |  |  |                                                                      |  |  |                                          |  |
|                                                                |                             | Leopoldine zu Hohenlohe-Bartenstein                                                              | Ludwig Leopold zu Hohenlohe-Bartenstein            |  |  |       |  |  |                                                                      |  |  |                                          |  |
|                                                                |                             | Leopoldine zu Hohenlohe-Bartenstein                                                              | Ludwig Leopold zu Hohenlohe-Bartenstein            |  |  |       |  |  |                                                                      |  |  |                                          |  |
|                                                                |                             | Leopoldine zu Hohenlohe-Bartenstein                                                              | Polyxena von Limburg-Stirum                        |  |  |       |  |  |                                                                      |  |  |                                          |  |
| Constantin von Waldburg-Zeil                                   |                             | Leopoldine zu Hohenlohe-Bartenstein                                                              |                                                    |  |  |       |  |  |                                                                      |  |  |                                          |  |
|                                                                | Otto Wilhelm von Quadt-Isny | Wilhelm Otto Friedrich von Quadt-Isny                                                            |                                                    |  |  |       |  |  |                                                                      |  |  |                                          |  |
|                                                                | Otto Wilhelm von Quadt-Isny | Wilhelm Otto Friedrich von Quadt-Isny                                                            |                                                    |  |  |       |  |  |                                                                      |  |  |                                          |  |
|                                                                | Otto Wilhelm von Quadt-Isny | Anna van Bylandt                                                                                 |                                                    |  |  |       |  |  |                                                                      |  |  |                                          |  |
| Wilhelm Otto von Quadt-Isny                                    | Otto Wilhelm von Quadt-Isny |                                                                                                  |                                                    |  |  |       |  |  |                                                                      |  |  |                                          |  |
|                                                                |                             | Dorothea Charlotte van Neukirchen                                                                | Johan Gijsbert Ludolf Adriaan von Neukirchen       |  |  |       |  |  |                                                                      |  |  |                                          |  |
|                                                                |                             | Dorothea Charlotte van Neukirchen                                                                | Johan Gijsbert Ludolf Adriaan von Neukirchen       |  |  |       |  |  |                                                                      |  |  |                                          |  |
|                                                                |                             | Dorothea Charlotte van Neukirchen                                                                | Seina Margaretha van Wijhe                         |  |  |       |  |  |                                                                      |  |  |                                          |  |
| Maximiliane von Quadt-Isny                                     |                             | Dorothea Charlotte van Neukirchen                                                                |                                                    |  |  |       |  |  |                                                                      |  |  |                                          |  |
|                                                                |                             | Friedrich Michael von Thurn und Valsassina                                                       | Joseph Leodegar von Thurn und Valsassina           |  |  |       |  |  |                                                                      |  |  |                                          |  |
|                                                                |                             | Friedrich Michael von Thurn und Valsassina                                                       | Joseph Leodegar von Thurn und Valsassina           |  |  |       |  |  |                                                                      |  |  |                                          |  |
|                                                                |                             | Friedrich Michael von Thurn und Valsassina                                                       | Maria Franziska von Baden                          |  |  |       |  |  |                                                                      |  |  |                                          |  |
| Maria Anna von Thurn und Valsassina                            |                             | Friedrich Michael von Thurn und Valsassina                                                       |                                                    |  |  |       |  |  |                                                                      |  |  |                                          |  |
|                                                                |                             | Johanna Ungelter von Deissenhausen                                                               | Joseph Ungelter von Deissenhausen                  |  |  |       |  |  |                                                                      |  |  |                                          |  |
|                                                                |                             | Johanna Ungelter von Deissenhausen                                                               | Joseph Ungelter von Deissenhausen                  |  |  |       |  |  |                                                                      |  |  |                                          |  |
|                                                                |                             | Johanna Ungelter von Deissenhausen                                                               | Maximiliana von Stotzingen                         |  |  |       |  |  |                                                                      |  |  |                                          |  |
|                                                                |                             | Johanna Ungelter von Deissenhausen                                                               |                                                    |  |  |       |  |  |                                                                      |  |  |                                          |  |